# Janusz Alchimowicz
Janusz Alchimowicz (ur. 1908, zm. 1945) – polski architekt.

## Życiorys

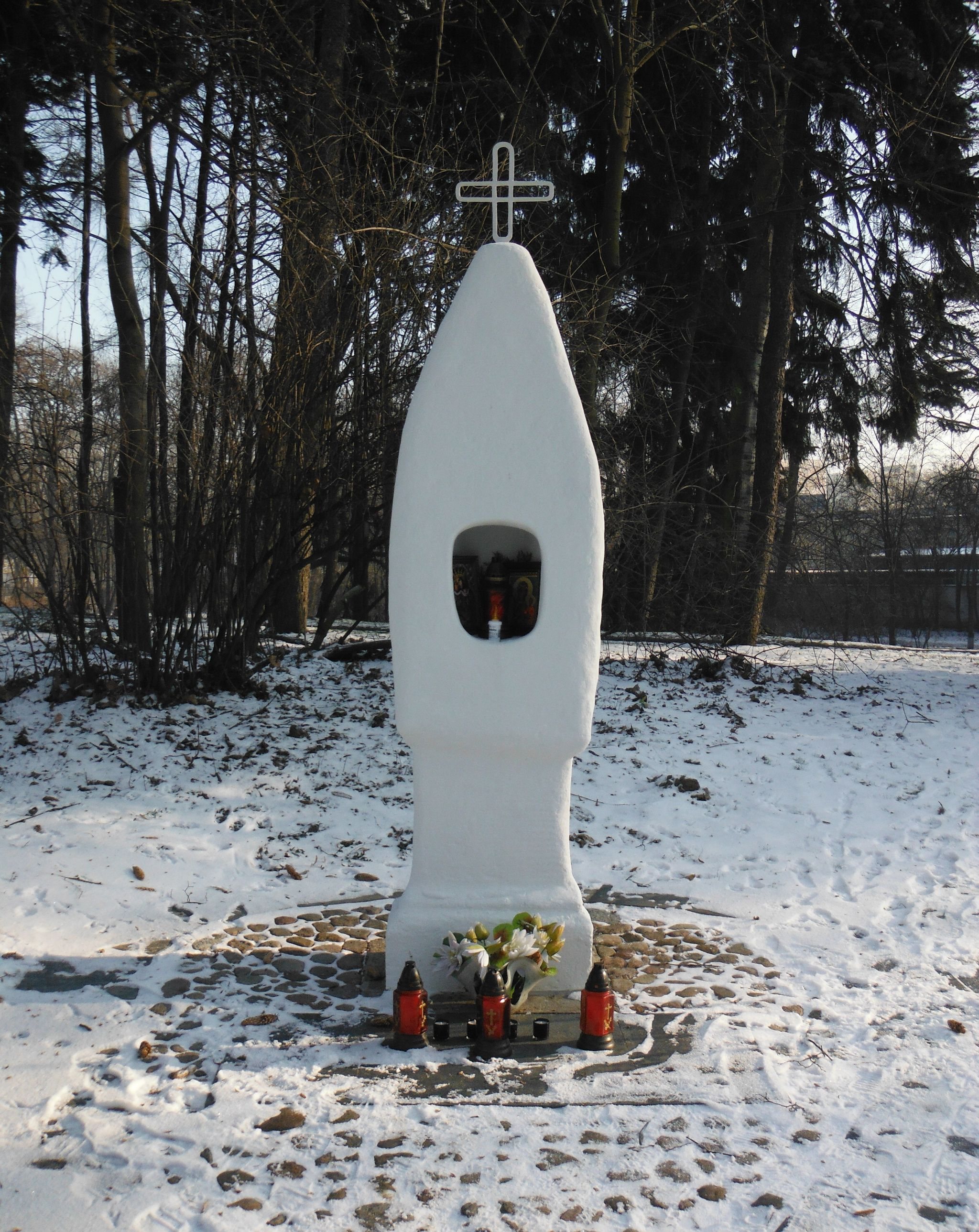
Kapliczka w Parku Skaryszewskim im. Ignacego Jana Paderewskiego w Warszawie; autorstwa Janusza Alchimowicza.

Był absolwentem Wydziału Architektury Politechniki Warszawskiej z 1936. Należał do Oddziału Warszawa Stowarzyszenia Architektów Polskich. Był między innymi projektantem kapliczki z 1937 r., inspirowanej formą kapliczek ludowych, która została wyróżniona pierwszą nagrodą w konkursie Instytut Propagandy Sztuki, a następnie nagrodą na paryskiej wystawie „Sztuka i technika” i obecnie znajduje się przy kaskadzie w Parku Skaryszewskim im. Ignacego Jana Paderewskiego w Warszawie. Alchimowicz był także współautorem Toru wyścigów konnych Służewiec. Mieszkał w Warszawie przy ul. Konopnickiej 3. Zmarł w czasie II wojny światowej w obozie jenieckim w Murnau.